# Ronde van Italië 2010/Elfde etappe
De elfde etappe van de Ronde van Italië 2010 werd op 19 mei 2010 verreden. Het was een heuvelachtige rit van 262 km van Lucera naar L'Aquila.

## Verslag
In deze etappe kwam er een kopgroep van 56 renners aan de leiding, die een maximale voorsprong van 18 minuten bereikte. Hierin zaten onder andere de leider in het jongeren klassement Richie Porte, de leider in het bergklassement Matthew Lloyd, eerdere ritwinnaar Jérôme Pineau, ex-rozetruidrager Bradley Wiggins, de Belgen Jan Bakelants en Francis De Greef, de Nederlander Steven Kruijswijk en de Spanjaard Carlos Sastre, die voor deze etappe op 9'59" stond van de rozetruidrager Aleksandr Vinokoerov. De kopgroep werd nog wel uitgedund tot 21 renners, maar aan de streep hielden ze nog bijna 13 minuten voorsprong over op de groep met Vinokoerov, Evans, Basso en de andere favorieten. Hierdoor werd het algemene klassement dooreen gegooid, en kwam Porte in de roze leiderstrui. De ritzege ging naar de Rus Jevgeni Petrov, die de sterkste was op de slotklim.

## Uitslagen
| Uitslag etappe | Uitslag etappe     | Uitslag etappe | Uitslag etappe |
| rang           | renner             | land           | tijd           |
| -------------- | ------------------ | -------------- | -------------- |
| 1              | Jevgeni Petrov     | RUS            | 6u 28'29"      |
| 2              | Dario Cataldo      | ITA            | + 0'05"        |
| 3              | Carlos Sastre      | ESP            | z.t.           |
| 4              | Bradley Wiggins    | GBR            | + 0'07"        |
| 5              | Aleksandr Jefimkin | RUS            | z.t.           |
| 6              | Linus Gerdemann    | GER            | z.t.           |
| 7              | Jérôme Pineau      | FRA            | z.t.           |
| 8              | David Arroyo       | ESP            | z.t.           |
| 9              | Xavier Tondó       | ESP            | z.t.           |
| 10             | Jan Bakelants      | BEL            | + 0'12"        |

| Algemeen klassement | Algemeen klassement | Algemeen klassement | Algemeen klassement | Algemeen klassement |
| rang                | renner              | land                | ploeg               | tijd                |
| ------------------- | ------------------- | ------------------- | ------------------- | ------------------- |
|                     | Richie Porte        | AUS                 | Team Saxo Bank      | 45u 30'16"          |
| 2                   | David Arroyo        | ESP                 | Caisse d'Epargne    | + 1'42"             |
| 3                   | Robert Kiserlovski  | CRO                 | Liquigas-Doimo      | + 1'56"             |
| 4                   | Xavier Tondó        | ESP                 | Cervélo             | + 3'54              |
| 5                   | Valerio Agnoli      | ITA                 | Liquigas-Doimo      | + 4'41"             |
| 6                   | Aleksandr Jefimkin  | RUS                 | AG2R-La Mondiale    | + 5'16"             |
| 7                   | Linus Gerdemann     | GER                 | Team Milram         | + 5'34"             |
| 8                   | Carlos Sastre       | ESP                 | Cervélo             | + 7'09"             |
| 9                   | Laurent Didier      | LUX                 | Team Saxo Bank      | + 7'24"             |
| 10                  | Bradley Wiggins     | GBR                 | Team Sky            | + 8'14"             |

## Nevenklassementen
| Puntenklassement | Puntenklassement | Puntenklassement | Puntenklassement        | Puntenklassement |
| rang             | renner           | land             | ploeg                   | punten           |
| ---------------- | ---------------- | ---------------- | ----------------------- | ---------------- |
|                  | Tyler Farrar     | USA              | Team Garmin-Transitions | 59(*)            |
| 2                | Cadel Evans      | AUS              | BMC Racing Team         | 52               |
| 3                | Jérôme Pineau    | FRA              | Quick Step              | 48               |

| Bergklassement | Bergklassement       | Bergklassement | Bergklassement     | Bergklassement |
| rang           | renner               | land           | ploeg              | punten         |
| -------------- | -------------------- | -------------- | ------------------ | -------------- |
|                | Matthew Lloyd        | AUS            | Omega Pharma-Lotto | 29             |
| 2              | Xavier Tondó         | ESP            | Cervélo Test Team  | 16             |
| 3              | Chris Anker Sørensen | DEN            | Team Saxo Bank     | 15             |

| Jongerenklassement | Jongerenklassement | Jongerenklassement | Jongerenklassement | Jongerenklassement |
| rang               | renner             | land               | ploeg              | tijd               |
| ------------------ | ------------------ | ------------------ | ------------------ | ------------------ |
|                    | Richie Porte       | AUS                | Team Saxo Bank     | 45u 30'16"         |
| 2                  | Robert Kiserlovski | CRO                | Liquigas-Doimo     | + 1'56"            |
| 3                  | Valerio Agnoli     | ITA                | Liquigas-Doimo     | + 4'41"            |

| Ploegenklassement | Ploegenklassement  | Ploegenklassement | Ploegenklassement | Ploegenklassement |
| rang              | ploeg              | land              | tijd              |                   |
| ----------------- | ------------------ | ----------------- | ----------------- | ----------------- |
|                   | Team Saxo Bank     | DEN               | 135u 24'13"       |                   |
| 2                 | Liquigas-Doimo     | ITA               | + 6'42"           |                   |
| 3                 | Omega Pharma-Lotto | BEL               | + 13'31"          |                   |

## Opgave
- Adam Blythe (Omega Pharma-Lotto)
- Aleksandr Djatsjenko (Astana)
- Enrico Gasparotto (Astana)
- Adam Hansen (Team HTC-Columbia)
- Valentin Iglinski (Astana)
- Alberto Loddo (Diquigiovanni-Androni Giocattoli)
- Jeff Louder (BMC Racing Team)
- René Mandri (AG2R-La Mondiale)
- Martin Pedersen (Footon-Servetto)
- Thomas Rohregger (Team Milram)
- Mauro Santambrogio (BMC Racing Team)

1e etappe ·
2e etappe ·
3e etappe ·
4e etappe ·
5e etappe ·
6e etappe ·
7e etappe ·
8e etappe ·
9e etappe ·
10e etappe ·
11e etappe ·
12e etappe ·
13e etappe ·
14e etappe ·
15e etappe ·
16e etappe ·
17e etappe ·
18e etappe ·
19e etappe ·
20e etappe ·
21e etappe
Startlijst · Eindstanden · Afbeeldingen